# Leges Valeriae Horatiae
Droit romain et lois romaines
Loi des Douze Tables
(451 à 449 av. J.-C.) Lex Trebonia
(448 av. J.-C.)
Les Leges Valeriae Horatiae sont des lois votées par le peuple sous le consulat de Lucius Valerius Potitus et Marcus Horatius Barbatus en 449 av. J.-C.

## Histoire
Lucius Valerius Potitus et Marcus Horatius Barbatus jouent un rôle actif dans le soulèvement populaire qui aboutit à l'abolition du décemvirat. Ils sont élus au consulat, soutenus par les plébéiens et les patriciens, et rédigent, en coopération avec le collège de tribuns, une série de lois soumise aux votes du peuple.
Il se peut aussi qu'une partie de ces lois, notamment concernant le rétablissement d'une des dispositions des Leges Valeriae Publicolae de 509 av. J.-C., le droit d'appel au peuple, ait en fait été proposée par des tribuns de cette même année, Caius Apronius ou Marcus Duillius, et non directement par les deux consuls. Ainsi, il se peut qu'on nomme cette disposition la « Lex Duillia sur l'appel au peuple » (Lex Duilia de provocatione).

## Contenu
La série de lois rétablit deux dispositions introduites selon la tradition par les Leges Valeriae Publicolae de 509 av. J.-C. : le droit d'appel au peuple provocatio ad populum (Lex Duilia de provocatione ou Lex Valeria Horatia de provocatione) et l'interdiction de se proclamer magistrat sans avoir été nommé par le peuple.
De nouvelles dispositions apparaissent comme la force de loi donnée aux plébiscites votées par les comices tributes, sous réserve que le sénat les ratifie (Lex Valeria Horatia de plebiscitis), la sacrosainteté et l'inviolabilité des tribuns de la plèbe (Lex Valeria Horatia de tribunicia potestate) et la remise dans le temple de Cérès, Liber et Libera des sénatus-consulte sous la garde des édiles plébéiens,.
Il est possible que Tite-Live ait antidaté certaines de ces lois mais elles constituent tout de même des concessions importantes accordées à la plèbe par les patriciens. Toutefois, la similitude des noms des consuls donnés par les auteurs antiques avec ceux de l'année 509 av. J.-C. (Publius Valerius Publicola et Marcus Horatius Pulvillus) rendent leur authenticité douteuse. De plus, leur œuvre législative rappelle fortement les actions des consuls de 509, ce qui renforce l'idée d'une invention de l'annalistique.

### Lex de provocatione
Selon la tradition, cette loi ou plus exactement ce plébiscite car proposé par le tribun Marcus Duilius, prévoit une condamnation à la peine capitale pour quiconque mettrait en place un magistrat dont les décisions ne pourraient pas être soumises à l'appel ou empêcherait l'élection de tribuns de la plèbe,. Elle permet à tout citoyen romain de recourir à la provocatio ad populum en cas de condamnation. Cette nouvelle disposition juridique du droit romain prévoit la possibilité pour un citoyen condamné par un magistrat de tenter de commuer sa peine en faisant appel à une décision populaire par l'intermédiaire des tribuns de la plèbe. La tradition cite trois lois de ce type, une en 509, une en 449 et une en 300 av. J.-C., toutes à l'initiative d'un consul de la gens Valeria. Selon les historiens modernes, les deux premières lois sont considérées comme des inventions de l'annalistique, des anticipations du dispositif de la provocatio tel qu'il apparaît à partir du début du IIIe siècle av. J.-C..

### Lex de plebiscitis
Cette loi, proposée par les consuls aux comices centuriates, établirait que toute résolution adoptée par le concile plébéien organisé par tribus, c'est-à-dire via un plébiscite, s'applique à tous les citoyens romains, sans distinction de classe sociale. Cette disposition semble toutefois anachronique. Il est en effet peu crédible qu'elle ait pu être adoptée étant donné le contexte politique et social au Ve siècle av. J.-C. à Rome. Il paraît plus probable que ce type de législation est en fait apparu bien plus tard, avec le vote de la Lex Hortensia de plebiscitis en 287 av. J.-C..

### Lex de tribunicia potestate
Cette loi donne un statut inviolable ou sacrosaint à tous les représentants élus par le peuple, comme les tribuns de la plèbe, les édiles et les décemvirs. Les patriciens confirmeraient ainsi une des dispositions des lois de 509 av. J.-C. et appliqueraient en partie les Leges Sacratae, serment unilatéral prononcé par les plébéiens lors de la première sécession de la plèbe,.